# James Fitzjames Stephen
Sir James Fitzjames Stephen (ur. 3 marca 1829, zm. 11 marca 1894) – angielski prawnik i sędzia, znanym z propozycji reformy prawa karnego. Jego ogólny pogląd na prawo karne Anglii (1863) był pierwszą próbą odkrycia po Williamie Blackstone zasad angielskiego prawa i sprawiedliwości w formie literackiej.

## Wczesne życie
James Fitzjames Stephen urodził się 3 marca 1829 roku w Kensington w Londynie, był wnukiem Jamesa Stephena, brata Sir Leslie Stephena i wujka pisarki Virginii Woolf. Kształcił się w Eton College i przez dwa lata w King's College w Londynie. W październiku 1847 roku wstąpił do Trinity College na Uniwersytecie w Cambridge. Chociaż był wybitnym uczniem, nie wygrał żadnych nagród, głównie dlatego, że nie interesował się matematyką ani klasyką, które stanowiły podstawę jego kursu. Był znajomym Sir Henry Sumner Maine, który został później mianowany na stanowisko przewodniczącego prawa cywilnego w Cambridge. Mimo różnych temperamentów, przyjaźnili się aż do śmierci Maine’a w 1888 roku.
Stephen został wprowadzony przez Maine’a do społeczności Cambridge znanej jako Cambridge Apostles, tworząc przyjaźnie z niektórymi jej członkami. Społeczeństwo zawierało niezwykłą grupę ludzi, którzy później stali się wybitni na różne sposoby; na przykład należeli do niej twórca klasycznej teorii elektromagnetycznej James Clerk Maxwell i lider Partii Liberalnej Sir William Vernon Harcourt.

## Kariera

### Wczesna kariera
Po opuszczeniu Cambridge, Stephen zdecydował się na prawo. Został przyjęty do palestry w 1854 roku przez Wewnętrzną Świątynię (Inner Temple).
W swoich wcześniejszych latach kariery prawniczej dorabiał dzięki udanej, ale skromnej praktyce dziennikarskiej. Brał udział w sobotnim przeglądzie od czasu jego założenia w 1855 roku w towarzystwie Maine’a, Harcourta, G.S. Venablesa, Charlesa Bowena, E.A. Freemana, Goldwina Smitha i innych. Zarówno pierwsza, jak i ostatnia książka wydana przez Stephena zostały wybrane z jego artykułów w sobotnim przeglądzie (Eseje barysty, 1862, anonim, Horae sabbaticae, 1892). Tomy te zawierały wyniki jego badań publicystów i teologów, głównie angielskich, począwszy od XVII wieku. Nigdy nie deklarował swoich esejów jako coś więcej niż amatorskie teksty pisane dla relaksu, ale zostały one dobrze przyjęte.
Od 1858 do 1861 r. Stephen służył jako sekretarz Królewskiej Komisji ds. Edukacji ludowej, której wnioski zostały szybko wprowadzone w życie. W 1859 roku został mianowany Recorder of Newark („kronikarzem w Newark”). W 1863 opublikował swój Ogólny pogląd na temat prawa karnego Anglii, będącego pierwszą próbą wyjaśnienia zasad angielskiego prawa i sprawiedliwości w formie literackiej od czasów Williama Blackstone’a i odniósł w tej materii spory sukces. Założenie Pall Mall Gazette w 1865 roku dało Stephenowi nową literacką aleję. Kontynuował swój wkład, dopóki nie został sędzią.

### Jako urzędnik państwowy
Decydującym punktem kariery Stephena było lato 1869 roku, kiedy przyjął posadę legalnego członka Kolonialnej Rady w Indiach. Jego przyjaciel Henry Sumner Maine był jego bezpośrednim poprzednikiem: dzięki pracy Henry Sumner Maine, rząd Indii wszedł w okres systematycznego ustawodawstwa, które miało trwać około dwudziestu lat. Stephen miał za zadanie kontynuować tę pracę, przeprowadzając projekty ustaw przez Radę Legislacyjną. Ustawa o rodzimych związkach małżeńskich z 1872 r. była wynikiem głębokiego przemyślenia zarówno ze strony Henry Sumner Maine, jak i Stephena. Indyjska umowa kontraktowa została sformułowana w Anglii przez wyuczoną komisję, a projekt został istotnie zmieniony w rękach Stephena. W 1872 r. stał się prawem.

#### Ustawa o indyjskich dowodach
Ustawa o dowodach indyjskich z tego samego roku, w całości autorstwa Stephena, sprawiła, że reguły dowodowe były jednakowe dla wszystkich mieszkańców Indii, niezależnie od kasty, pozycji społecznej czy religii. Poza opracowywaniem przepisów, Stephen musiał w tym czasie uczestniczyć w bieżącej działalności administracyjnej swojego departamentu i wziął pełny udział w ogólnych rozważaniach rady wicekróla. Jego ostatnim oficjalnym aktem w Indiach było opublikowanie Minuty na temat wymiaru sprawiedliwości, która wskazała drogę do reform, które jeszcze nie zostały w pełni zrealizowane, i jest nadal cennym narzędziem dla każdego, kto chce zrozumieć system sądowniczy w brytyjskich Indiach.

### Powrót do Anglii
Stephen, głównie z powodów rodzinnych, wrócił do domu wiosną 1872 roku. W czasie podróży napisał serię artykułów, które zaowocowały jego książką Wolność, Równość, Braterstwo (1873-1874) – protest przeciwko neo-utylitaryzmowi Johna Stuarta Milla. Najgłośniej zaatakował on tezę eseju Milla o wolności i argumentował za przymusem prawnym i powściągliwością w interesie moralności i religii.
Fitzjames Stephen stanął do wyborów w 1873 r. jako Liberał dla Dundee (okręg wyborczy Izby Gmin Zjednoczonego Królestwa), ale zajął ostatnie miejsce.
Doświadczenie w Indiach dało Stephenowi okazję do następnej działalności. Rząd Indii kierowany był warunkami indyjskiego systemu sądowego, które przekształciły znaczną część angielskiego prawa, które zostało nieoficjalnie zaimportowane. Prawo karne i duża ilość prawa handlowego były wprowadzane do łatwo zrozumiałego języka dla sędziów cywilnych. Racjonalna substancja prawa została zachowana, a nieporządek i nadmierne kwestie techniczne zostały usunięte. Korzystając z idei kodyfikacji Jeremy’ego Benthama, próbował zastosować w praktyce te same zasady w Wielkiej Brytanii. Pomimo sześciu lat wysiłków na rzecz tego zadania, Stephen w dużej mierze nie przyniósł żadnych reform. Prywatnie publikował także kopie w formie kodu prawa dowodowego i prawa karnego.

### Kariera i dziedzictwo sądownicze
Stephen został w 1879 roku mianowany sędzią Sądu Najwyższego. Miał przejściowe nadzieje związane z przedłożeniem aktu dowodowego przed parlamentem, a w 1878 roku Digest of Criminal Law stał się ustawą ministerialną we współpracy z Sir Johnem Holkerem, prokuratorem generalnym w drugim rządzie Benjamina Disraeli. Projekt został skierowany do komisji sądowej, która obejmowała Stephena, ale ostatecznie nie powiodła się, została zmieniona i przywrócona w 1879 r. I ponownie w 1880 r. Obejmowała ona zarówno procedurę, jak i prawo materialne, a także przewidywała sąd apelacyjny, choć po Kilkuletnie doświadczenie sądowe Stephen zmienił zdanie co do mądrości tego kursu. Mimo to podczas sesji Parlamentu nie poczyniono żadnych znaczących postępów. W 1883 r. część dotycząca procedury została wniesiona oddzielnie przez prawnika Gladstone’a, Sir Henry’ego Jamesa, i udała się do wielkiej komisji prawniczej, która stwierdziła, że nie było wystarczająco dużo czasu, aby poradzić sobie z nią w zadowalający sposób w trakcie sesji.
Rozpatrzono apelację karną i uchwalono ustawę w 1907 r.; w przeciwnym razie nic nie zostało zrobione w Wielkiej Brytanii z żadną częścią projektu kodeksu od tego czasu. Materiały historyczne, które Stephen od dawna kolekcjonował, przybrały trwały kształt w 1883 r. jako jego Historia brytyjskiego prawa karnego. Brakowało mu czasu na zaplanowany przegląd Prawa kontraktowego (który byłby znacznie pełniejszy niż kodeks indyjski). Dlatego żaden z planów Stephena dotyczących angielskiej kodyfikacji nie przyniósł efektu. Parlament Kanady wykorzystał wersję projektu ustawy Stephena zmienioną i powiększoną przez George’a Burbidge’a, w tym czasie sędziego Sądu Kasowego w Kanadzie, aby skodyfikować swoje prawo karne w 1892 r. Jako kodeks karny, 1892. Nowa Zelandia poszła w ślady Kodeksu karnego Nowej Zelandii z 1893 r. i wiele australijskich kolonii przyjęło własne wersje jako kody karne w następnych latach.
Jedenastotomowy zbiór jego pism jest obecnie przygotowywany dla Oxford University Press przez Instytut Redakcyjny na Uniwersytecie w Bostonie.
Jego książka, Liberty, Equality, Fraternity, utworzyła w 1959 r. Podstawę krytyki lorda Devlina dla raportu Wolfendena, jako że raport opierał się na niektórych libertariańskich mównicach Johna Stuarta Milla, na temat walki, której Fitzjames Stephen poświęcił swoją książkę.

## Życie prywatne
James Fitzjames Stephen ożenił się z Mary Cunningham, córką Johna Williama Cunninghama, 19 września 1855 r. Mieli siedmioro dzieci:
- Katharine Stephen (1856-1924);
- Herbert Stephen (1857-1932), który zastąpił go w Baronetcy;
- James Kenneth Stephen (1859-1892), obiecujący poeta, który zmarł przed ojcem;
- Harry Lushington Stephen (1860-1945), nominowany do Wysokiego Trybunału w Kalkucie w 1901 roku i stał się trzecim baronetem po śmierci swojego najstarszego brata;
- Helen Stephen (1862 – 1908);
- Rosamond Stephen (1868 – 1951)
- Dorothea Stephen (1871 – 1965)

## Śmierć
Ostatnie lata Stephena naznaczone były wpierw fizycznym spadkiem formy, później – również mentalnym. Pomimo oskarżeń o nieuczciwość i uprzedzenia co do procesów zabójstwa Izraela Lipskiego w 1887 r. i Florence Maybrick w 1889 r. Stephen kontynuował wykonywanie swoich obowiązków sądowych. Jednak na początku 1891 roku jego upadająca zdolność do sprawowania funkcji sądowych stała się przedmiotem publicznej dyskusji i komentarzy prasowych, a po poradzie medycznej Stephen zrezygnował z funkcji w kwietniu tego samego roku. Nawet podczas ostatnich dni na stanowisku, Stephen był „krótki, zwięzły i rzeczowy, i tak klarowny, jak w dawnych czasach”. Widoczna była jednak niemoc intelektualna starego jurysty.
Stephen zmarł z powodu przewlekłej niewydolności nerek w dniu 11 marca 1894 r. w Red House Park, domu opieki w pobliżu Ipswich, i został pochowany na cmentarzu Kensal Green w Londynie, przeżywając tym samym swoją żonę.

## Prace i publikacje
- Eseje barysty, 1862
- A General View of the Criminal Law of England., 1890
- The Indian evidence act (I. of 1872): With an Introduction on the Principles of Judicial Evidence., 1872
- Liberty, Equality, Fraternity., 1873